# 相浦多三郎

相浦多三郎陸軍時代の写真集

相浦 多三郎（あいのうら たさぶろう、1862年6月19日（文久2年5月22日）- 1942年（昭和17年）6月16日）は、明治期の陸軍軍人。最終階級は陸軍少将。従四位、勲三等、功四級。

## 経歴
佐賀藩士・相浦蕃慎の次男として生まれる。兄に海軍中将相浦紀道がいる。藩校（弘道館）を経て、1883年（明治16年）12月25日に陸軍士官学校（フランス式旧士官学校）を卒業（旧6期、騎兵）し、同日、陸軍騎兵少尉に任官。
1901年（明治34年）5月に騎兵第12連隊長に就任。1904年（明治37年）5月に騎兵大佐となる。日露戦争に出征し、鴨緑江会戦、遼陽会戦、沙河会戦、奉天会戦などに参戦した。1908年（明治41年）12月に軍馬補充部白河部長に就任後、1910年（明治43年）6月に陸軍少将に昇進と同時に予備役に編入された。

## 栄典
- 1889年（明治22年）7月15日 - 従七位[5]
- 1892年（明治25年）1月12日 - 正七位[6]

## 親族
長女・ツヤは警視総監や貴族院勅選議員などを務めた宮田光雄、次女・ユキは南洋庁長官の横田郷助に嫁いだ。

## 系譜
先祖は平安時代末期、松浦郡相神浦（現在の佐世保市相浦）から佐賀多久に移住した松浦党の相神浦（あいこうのうら）氏。以後、姓を相神浦から相浦と名乗る。